# Triebtäter
Ein Triebtäter ist „jemand, der aus dem Drang zur Befriedigung eines Triebes, besonders des Geschlechtstriebes, eine Straftat begeht.“ Ähnlich definiert der Duden: „Männliche Person, die aus dem Drang zur Befriedigung eines Triebes, besonders des Geschlechtstriebs, eine Straftat begeht“. Es ist ein umgangssprachlicher Begriff für Sexualstraftäter, der in wissenschaftlichen Publikationen keine Verwendung findet. Das Wort ist ein Determinativkompositum aus den Substantiven Trieb und Täter.
Meist werden Personen umgangssprachlich als Triebtäter bezeichnet, die nicht nur, aber auch aufgrund einer Paraphilie (zu denen z. B. Exhibitionismus zählt) ihre Sexualität nicht in dem gesellschaftlich geduldeten Rahmen ausleben und andere Personen vergewaltigen, sexuell nötigen oder im schlimmsten Fall ermorden.
Analog versteht der Duden unter einem Triebverbrecher als Spezialform „eine männliche Person, die aus dem Drang zur Befriedigung eines Triebes, besonders des Geschlechtstriebs, ein Verbrechen begeht.“ Nicht jede Straftat ist ein Verbrechen.

## Begriff
Der Begriff Triebtäter wird weder in wissenschaftlichen Fachkreisen noch in entsprechenden Publikationen verwendet, da er nicht nur vermittelt, allein der sexuelle Trieb sei Ursache für Straftaten, sondern darüber hinaus nicht wertfrei ist.
In überregionalen und regionalen Zeitungen von der Bild bis hin zum Soester Anzeiger sorgt die Verwendung dieser Bezeichnung jedoch ebenso für Aufmerksamkeit wie bei Fernsehsendern auf Bundes- und Landesebene, wie z. B. bei diversen Aufhängern für Beiträge des ZDF oder des Bayerischen Rundfunks.
Die Schilderung der Taten verhindert oft eine differenzierte Auseinandersetzung mit Triebtätern sowie mit ihren Motiven und Beweggründen. Je nach Anzahl, Grausamkeit und Kaltblütigkeit beim Ausführen des Verbrechens kann es – mitunter öffentlich – zur Forderung der Wiedereinführung der Todesstrafe, einer chemischen Kastration oder einer möglichst langen Freiheitsstrafe mit anschließender Sicherungsverwahrung kommen. Dabei kann es passieren, dass das ursprüngliche Strafvollzugsziel der Resozialisierung insgesamt in Frage gestellt wird.

## Geschichte
Im 19. Jahrhundert sprach man vom krankhaften Trieb und von einer Trieberkrankung. Sie wurde definiert als eine unwiderstehliche Neigung zu zwecklosen, unvernünftigen oder verbrecherischen Handlungen, die ohne wirksame Gegenvorstellungen bei Belasteten (bei einer Psychasthenie) auftreten und in Handlungen umgesetzt werden. Beispiele waren Brandstiftungstrieb und Stehltrieb. Ab 1959 nannte Willibald Pschyrembel als Beispiele für krankhafte Triebstörungen Satyriasis, Nymphomanie, Sadismus, Masochismus, Pyromanie, Kleptomanie und Mordtrieb. Als Ursachen nannte er Psychopathien, Schwachsinn, endogene Psychosen, Intoxikationen und organische Hirnerkrankungen.
In der Medizin wurde meistens nicht auf die Strafbarkeit abgestellt; in der Rechtsprechung wurde meistens nicht auf die Krankhaftigkeit abgestellt.

## Strafrecht (Deutschland)
Das deutsche Strafrecht kennt nicht den Begriff des Triebtäters oder eines „Triebes“. Stattdessen verwendet das Gesetz den Begriff Hang in § 64 StGB und § 66 StGB, wo er eine der Voraussetzung für die Verhängung von Maßregeln der Sicherung und Besserung, konkret der Unterbringung in einer Entziehungsanstalt bzw. der Sicherungsverwahrung ist. Ein solcher Hang ist nicht gleichbedeutend mit einer aufgehobenen oder erheblich verminderten Schuldfähigkeit.
Voraussetzung für eine aufgehobene oder erheblich verminderte Schuldfähigkeit sind Schwachsinn, eine Geisteskrankheit oder eine zum Tatzeitpunkt bestehende vorübergehende seelische Störung mit Krankheitswert, wenn dadurch die Fähigkeit, das Unrecht der Tat zu erkennen (Einsichtsfähigkeit), oder die Fähigkeit nach dieser Einsicht zu handeln (Steuerungsfähigkeit) aufgehoben oder erheblich vermindert ist. Möglicherweise ist für die Beurteilung, ob diese Voraussetzungen vorliegen, nicht der Zeitpunkt der Tat, sondern ein früherer Zeitpunkt maßgeblich (Fälle der Actio libera in causa). Im Rahmen des Strafverfahrens ist ggf. unter Hinzuziehung eines Psychiaters zu prüfen, inwieweit der/die Beschuldigte schuldfähig ist.

## Andere Fachgebiete
In der forensischen Psychologie, Kriminalistik, Kriminologie usw. wird der Begriff Sexualstraftäter benutzt. Unterschieden wird zwischen (sexuellen) Gewalttätern, (sexuellen) Missbrauchstätern und Tätern mit exhibitionistischen Handlungen.

## Präventionsangebot für potenzielle Sexualstraftäter
Es gibt die Veranlagung zu abweichenden sexuellen Vorlieben, auch Paraphilien genannt, unter denen zumindest ein Teil der Betroffenen leidet. Bei Menschen, die sich durch das Ausleben ihrer sexuellen Vorlieben strafbar machen würden, wie z. B. im Fall von Pädophilie, ist die Verhaltenskontrolle über den Sexualtrieb ein wichtiger Beitrag zur Prävention. Mittlerweile gibt es z. B. das therapeutische Angebot „Kein Täter werden“ vom Institut für Sexualwissenschaft und Sexualmedizin an der Charité in Berlin. Das Ziel des Angebotes besteht darin, sexuellen Missbrauchshandlungen an Kindern in einem Stadium vorzubeugen, in dem noch nichts vorgefallen ist.
Die Nachfrage übersteigt das Angebot jedoch um ein Vielfaches. Die Finanzierung derartiger Präventionsangebote war schon immer problematisch. Die Haushaltsmittel wurden zuletzt für präventiven Kinderschutz kontinuierlich erhöht, so dass mittlerweile nicht mehr die Gefahr besteht, dass die Präventionsarbeit eingestellt werden könnte.
Auch bei bereits straffällig gewordenen Tätern besteht die Möglichkeit der therapeutischen Hilfe, wenn sie den Wunsch haben, ihr Verhalten zu ändern.
Psychiater sind zwar der Ansicht, dass Menschen von Paraphilien wie Pädophilie zwar nicht „geheilt“ werden könnten, aber sehr wohl in der Lage seien zu lernen, wie sie ihr Sexualverhalten und sexuelle Fantasien kontrollieren und straffrei leben können.